# Ново-Алексеевка (Букинский район)
Ново-Алексеевка — посёлок в Букинском районе Ташкентской области Узбекистана.

## География
Посёлок Ново-Алексеевка расположен на юго-западе Ташкентской области, в южной части Букинского района, в 24 км к югу-западу от города Бука.
В округе протекают небольшие речки и озера, в которых местные жители ловят рыбу.

## История
Посёлок Ново-Алексеевка было образовано в результате заселившихся в эти места русских поселенцев во времена генерал-губернаторства Туркестана, то есть примерно в конце ХIX начале XX века.